# Suh Jung
Suh Jung (10 de junio de 1972) es una actriz surcoreana. Protagonizó las películas The Isle (2000), Yellow Flower (2002), Spider Forest (2004), Green Chair (2005) y Desert Dream (2007).

## Filmografía

### Cine
| Año  | Título                      | Rol           |
| ---- | --------------------------- | ------------- |
| 1996 | De-pure Land (Cortometraje) |               |
| 1997 | Poison                      |               |
| 1998 | Lachrymal (Cortometraje)    |               |
| 1999 | Aqua Requiem (Cortometraje) |               |
| 2000 | Peppermint Candy            |               |
| 2000 | The Isle                    | Hee-jin       |
| 2002 | Yellow Flower               |               |
| 2004 | Spider Forest               | Min Su-jin    |
| 2005 | Green Chair                 | Kim Mun-hee   |
| 2007 | Desert Dream                | Choi Soon-hee |
| 2009 | Girlfriends                 |               |
| 2012 | Venus in Furs               | Joo-won       |

### Serie de televisión
| Año  | Título   | Rol     | Red |
| ---- | -------- | ------- | --- |
| 2001 | Law Firm | Yun-jin | SBS |